# Anomalon hengduanense
Anomalon hengduanense är en stekelart som beskrevs av Wang 1985. Anomalon hengduanense ingår i släktet Anomalon och familjen brokparasitsteklar. Inga underarter finns listade i Catalogue of Life.